# Campionat d'Espanya de trial 1976
La temporada de 1976 del Campionat d'Espanya de trial fou la 9a edició d'aquest campionat, organitzat per la Reial Federació Motociclista Espanyola. El calendari oficial constava de 9 proves puntuables, celebrades entre el 25 de gener i l'1 de novembre. 7 de les proves programades es disputaren als Països Catalans: Trial de Reis (25 de gener), Trial de Barcelona (8 de febrer), Trial de València (22 de febrer), Trial de Primavera (28 de març), Trial de Sabadell (11 d'abril), Trial d'Olot (3 d'octubre) i Trial d'Ibi (17 d'octubre).

## Classificació final
| Posició | Pilot            | Motocicleta | Punts    |
| ------- | ---------------- | ----------- | -------- |
| 1       | Manuel Soler     | Bultaco     | 87 (107) |
| 2       | Jaume Subirà     | Montesa     | 70 (84)  |
| 3       | Xavier Cucurella | Bultaco     | 54 (55)  |
| 4       | Alfons Soler     | Bultaco     | 52 (52)  |
| 5       | Albert Juvanteny | OSSA        | 50 (52)  |
| 6       | Quico Payà       | OSSA        | 49 (60)  |
| 7       | Martí Terra      | Bultaco     | 38 (39)  |
| 8       | Miquel Cirera    | Montesa     | 36 (37)  |
| 9       | Joan Crusó       | Bultaco     | 22       |
| 10      | Daniel Llobet    | Montesa     | 19       |

## Classificació per marques
| Posició | Marca   | Punts    |
| ------- | ------- | -------- |
| 1       | Bultaco | 75 (128) |
| 2       | Montesa | 69 (91)  |
| 3       | OSSA    | 52 (76)  |